# Escapismo

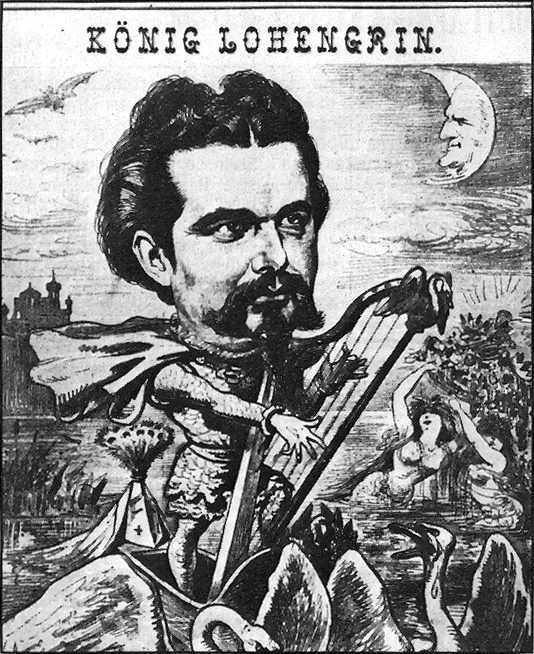
O rei Ludwig II da Baviera foi um escapista que costumava "escapar" para o mundo da mitologia wagneriana. Uma caricatura o retrata como Lohengrin.

O escapismo é o desvio mental dos aspectos desagradáveis ou enfadonhos do cotidiano, geralmente por meio de atividades que envolvem imaginação ou entretenimento. O escapismo pode ser usado para se ocupar, longe de sentimentos persistentes de depressão ou tristeza geral.

## Percepções
Indústrias inteiras surgiram para fomentar uma tendência crescente das pessoas de se afastarem dos rigores da vida diária — especialmente para o mundo digital. Muitas atividades que são partes normais de uma existência saudável (por exemplo, comer, dormir, fazer exercícios, atividade sexual) também podem se tornar vias de escapismo quando levado a extremos ou fora do contexto adequado; e, como resultado, a palavra "escapismo" muitas vezes carrega uma conotação negativa, sugerindo que escapistas são infelizes, com uma incapacidade ou falta de vontade de se conectar significativamente com o mundo e de tomar as medidas necessárias. O Oxford English Dictionary definiu escapismo como "a tendência de buscar, ou a prática de buscar, a distração do que normalmente tem que ser suportado".
No entanto, muitos desafiam a ideia de que o escapismo é fundamental e exclusivamente negativo. C. S. Lewis gostava de comentar com humor que os inimigos habituais do escape eram os carcereiros; e considerou que usado com moderação escapismo poderia servir tanto para refrescar e expandir os poderes imaginativos. Da mesma forma, J. R. R. Tolkien defendeu o escapismo na literatura de fantasia como a expressão criativa da realidade dentro de um mundo secundário (imaginativo) (mas também enfatizou que eles exigiam um elemento de horror neles, se não fossem 'mero escapismo'). Terry Pratchett considerou que o século XX viu o desenvolvimento ao longo do tempo de uma visão mais positiva da literatura escapista. Além da literatura, a música e os jogos eletrônicos também são vistos e valorizados como meios artísticos de fuga.

## Escapismo psicológico
Freud considera uma cota de fantasia escapista um elemento necessário na vida dos humanos: “[Eles] não podem subsistir da escassa satisfação que podem extorquir da realidade. 'Simplesmente não podemos prescindir de construções auxiliares', disse Theodor Fontane certa vez". Seus seguidores viam o descanso e a realização do desejo (em pequenas medidas) como ferramentas úteis para se ajustar a uma perturbação traumática; enquanto psicólogos posteriores destacaram o papel das distrações indiretas na mudança de humores indesejados, especialmente raiva e tristeza.
No entanto, se a residência permanente for adotada em alguns desses escapes psíquicos, os resultados serão frequentemente negativos e até patológicos. As drogas causam algumas formas de escapismo que podem ocorrer quando certas drogas que alteram a mente são tomadas e fazem o participante esquecer a realidade de onde estão ou o que deveriam fazer.

## Sociedades escapistas
Alguns críticos sociais alertam para as tentativas dos poderes que controlam a sociedade de proporcionar meios de escapismo em vez de melhorar a condição do povo — o que Juvenal chamou de “pão e circo”. As sociedades escapistas aparecem com frequência na literatura. A Máquina do Tempo retrata os Eloi, uma raça indiferente e despreocupada do futuro, e o horror de suas crenças de estilo de vida feliz. O romance critica sutilmente o capitalismo, ou pelo menos o classismo, como meio de fuga. Sociedades escapistas são comuns em romances distópicos; por exemplo, na sociedade Fahrenheit 451, a televisão e os "rádios conchas" são usados para escapar de uma vida com regulamentos estritos e da ameaça de uma guerra iminente. Na ficção científica, o escapismo da mídia é frequentemente descrito como uma extensão da evolução social, à medida que a sociedade se separa da realidade física e se transforma em virtual. Os exemplos incluem o mundo virtual de Oz no anime de ficção científica de animação japonesa Summer Wars e o jogo "Society "no filme americano de ficção científica de 2009 Gamer, uma peça do simulador MMO da vida real Second Life. Outras sociedades escapistas na literatura incluem The Reality Bug, de DJ McHale, onde uma civilização inteira deixa seu mundo em ruínas enquanto "pula" em suas realidades perfeitas. O objetivo do anti-herói torna-se uma busca para tornar suas realidades aparentemente menos perfeitas para recuperar o controle sobre seu planeta agonizante.
O filósofo social Ernst Bloch escreveu que as utopias e imagens de realização, por mais regressivas que sejam, também incluíram um ímpeto para uma mudança social radical. De acordo com Bloch, a justiça social não poderia ser realizada sem ver as coisas de maneira fundamentalmente diferente. Algo que é mero "devaneio" ou "escapismo" do ponto de vista de uma sociedade tecnológico-racional pode ser uma semente para uma nova e mais humana ordem social, visto que pode ser vista como um "substituto imaturo, mas honesto da revolução".

## Escala de escape
O psicólogo norueguês Frode Stenseng apresentou um modelo dualístico de escapismo em relação a diferentes tipos de engajamento de atividades. Ele discute o paradoxo de que o estado de fluxo (Csikszentmihalyi) se assemelha a estados psicológicos obtidos por meio de ações como abuso de drogas, masoquismo sexual e ideação suicida (Baumeister). Assim, ele deduz que o estado de fuga pode ter significados e resultados positivos e negativos. Stenseng argumenta que existem duas formas de escapismo com diferentes resultados afetivos dependentes do foco motivacional que está por trás da imersão na atividade. O escapismo na forma de autossupressão origina-se de motivos para fugir de pensamentos, autopercepções e emoções desagradáveis, enquanto a autoexpansão origina-se de motivos para obter experiências positivas por meio da atividade e para descobrir novos aspectos de si. Stenseng desenvolveu a "escala de escape" para medir a autossupressão e a autoexpansão nas atividades favoritas das pessoas, como esportes, artes e jogos. As investigações empíricas do modelo mostraram que:
- as duas dimensões são distintamente diferentes no que diz respeito aos resultados afetivos
- alguns indivíduos são mais propensos a se envolver por meio de um tipo de escapismo
- níveis situacionais de bem-estar afetam o tipo de escapismo que se torna dominante em um momento específico

## Durante a Grande Depressão
Alan Brinkley, autor de Culture and Politics in the Great Depression, apresenta como o escapismo se tornou a nova tendência para lidar com as adversidades criadas pela quebra do mercado de ações em 1929: revistas, rádio e filmes, todos voltados para ajudar as pessoas a escapar mentalmente da pobreza em massa e retração econômica. Dizia-se que a revista Life, que se tornou extremamente popular durante os anos 1930, tinha fotos que "não dão nenhuma indicação de que houvesse algo como depressão; a maioria das fotos são de belezas tomando banho e lançamentos de navios e projetos de construção e heróis do esporte - de quase tudo menos pobreza e desemprego”. O famoso diretor Preston Sturges buscou validar essa noção ao criar um filme chamado As Viagens de Sullivan. O filme termina com um grupo de homens pobres carentes na prisão assistindo a um desenho animado do Mickey Mouse que acaba animando seus espíritos. Sturges pretende mostrar como seria "tolo, vão e autoindulgente" fazer um filme sobre o sofrimento. Portanto, os filmes da época mais frequentemente do que não se concentravam em enredos cômicos que distanciavam as pessoas emocionalmente dos horrores que estavam ocorrendo ao seu redor. Esses filmes "conscientemente, deliberadamente buscam desviar as pessoas de seus problemas", mas também as desviam dos problemas daqueles que os cercam.